# 耶律突欲
耶律 突欲（やりつ とつよく、光化2年（899年）- 清泰3年閏11月22日（937年1月7日））は、契丹の皇太子、東丹国王。図欲とも記される。漢名は劉倍。

## 生涯
光化2年（899年）、耶律阿保機の長男として生まれる。母は月里朶。神冊元年（916年）の契丹帝国成立とともに立太子された。父の華北遠征などに従い、党項や沙陀族（後唐）の李存勗らと戦う。天賛5年（926年）には同母弟の耶律堯骨らとともに渤海へ攻め入り、これを滅ぼした。契丹は渤海を改めて東丹国とし、国王に突欲を据えて「人皇王」と称して甘露の元号を用い、阿保機を「天皇帝」、月里朶を「地皇后」とすることとなった。しかし同年に阿保機が急死すると、母の月里朶と不和だった突欲は東丹国王のまま留められ、天顕2年（927年）に弟の堯骨が皇帝位を継ぐよう月里朶から指名された（太宗）。天顕4年（929年）、日本に対し裴璆を使者として派遣している。
兄の突欲を警戒した堯骨は、東丹国の首脳ともども突欲を天福城から南京遼陽府へ集住させ、監視下に置いた。これを知った後唐の明宗李嗣源は、突欲に亡命を促した。これに応じた突欲は天顕5年 / 長興元年（930年）、山東半島の登州に渡って亡命した。喜んだ明宗は、突欲を「東丹慕華」の名をもって歓待し、さらに国姓の李と賛華の名を与え、滑州節度使に任じた。
だが、長興4年（933年）に明宗が崩御すると、後を継いだ閔帝を殺して明宗の養子の李従珂が権力を握った。李従珂の支配に反対した突欲は過去の経緯にもかかわらず、契丹の堯骨に後唐への介入を促し、堯骨もまたそれに応じて、石敬瑭を支援して後唐を滅亡に追い込んだ。これに恨みを持った李従珂が放った刺客李彦紳により、突欲は暗殺された。
長男の世宗が即位すると、譲国皇帝の諡号、義宗の廟号を追尊された。穆宗・西遼以外の遼の皇帝、モンゴル帝国の中書令であった耶律楚材はいずれも突欲の末裔である。

## 家族

### 妻妾
- 蕭氏（中国語版）
- 夏氏
- 蕭氏（中国語版）
- 大氏
- 高氏

### 男子
- 耶律兀欲（世宗）
- 耶律婁国（武定軍節度使、南京留守）
- 耶律稍（中国語版）
- 耶律隆先（平王）
- 耶律道隠（晋王）

## 伝記資料
- 『遼史』巻72 列伝第2 宗室
- 『契丹国志』巻14